# پاینیر (لوئیزیانا)
پاینیر (به انگلیسی: Pioneer) شهری در ایالت لوئیزیانا کشور ایالات متحده آمریکا است که جمعیت آن در سرشماری سال ۲۰۱۰ میلادی، ۱۵۶ نفر بوده‌است.